# Sain
Sain és una serralada de muntanyes al districte de Sirmoor a Himachal Pradesh, que mesura uns 40 km de llargada entre els seus extrems del nord-oest al sud-est. Divideix les conques dels rius Julal i del Giri. La seva altura mitjana és de 2.000 metres sobre el nivell de la mar.